# Hamuro Mitsutoshi
Hamuro Mitsutoshi (葉室光俊; 21 luglio 1209 – 1276) è stato un poeta giapponese waka del primo periodo Kamakura.
È considerato uno dei Trentasei nuovi immortali della poesia (新三十六歌仙 Shin Sanjūrokkasen).
Nato come figlio del gonchūnagon Hamuro Mitsuchika, sua madre era Keiko Fujiwara, conosciuta come la balia dell'imperatore Juntoku. Era il padre di Fujiwara no Chikako, anche lei poeta e considerata una delle Nyōbō Sanjūrokkasen.
Nel 1236 divenne monaco buddista prendendo il nome di Shinkan (真観).